# ビングループ
ビングループ (Vingroup) は、ベトナム最大の私有企業であるコングロマリット。事業は不動産、ホテル・リゾート開発、遊園地事業、小売業、病院事業、教育事業など多岐に渡る事業を展開しており、2018年9月末時点でビングループ傘下の子会社数は58社に上る。2021年4月には、東南アジア最大級の総面積85haの24時間営業・入場無料で"眠らない街"を標榜し、テーマパーク、カジノも併設する大型リゾート・娯楽・複合商業施設の「グランドワールド・フーコック」をオープンさせた。。
創業者のファム・ニャット・ブオンは2019年8月時点でフォーブスの世界長者番付194位にランクされる資産家となっている。

## 歴史
1993年にファム・ニャット・ブオンがウクライナでテクノコムを創業する。当初はMivinaブランドの即席麺などを製造していた。2000年にベトナムで核ブランドとなるビンコムとビンパールの事業を開始する。2007年、ビングループはホーチミン証券取引所に上場。2010年、ビングループはテクノコムをネスレに1500万ドルで売却した。
創立25周年となる2018年7月26日、ビンホームズがホーチミン市に建設していたランドマーク81タワーにてショッピングモールの「ビンコムセンター」が先行オープンした。
ビングループはまたプロモーターとしてハノイ市との協力で、2020年からのF1ベトナムGP開催を実現させた。
2018年11月には「ビンファ」(VinFa)の展開を開始してドラッグストア事業に参入した。
2019年5月、韓国のチェボル（財閥）であるSKグループがビングループの株式6.1%を10億ドルで取得

## 事業

### 不動産・リゾート開発等

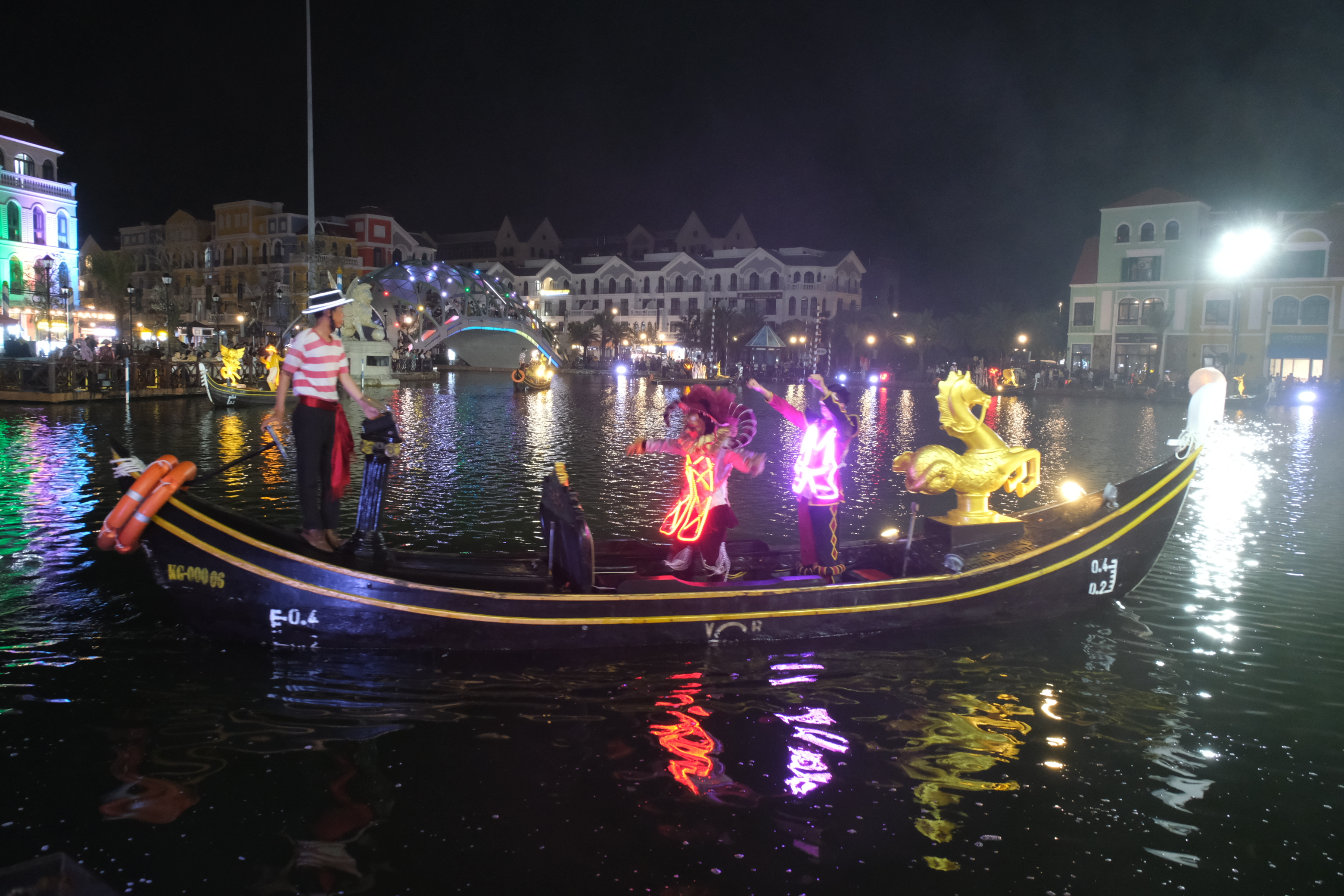
グランドワールド・フーコック

不動産開発のビンホームズ (VinHomes) 、リゾートホテルチェーンのビンパール (VinPearl)、総面積は85haのテーマパーク、カジノも併設する大型リゾート・娯楽・複合商業施設で24時間営業のグランドワールド・フーコック、遊園地運営のビンパールランド(VinPearl Land) を擁する。

### 小売業
ショッピングセンターを展開するビンコム (VinCom) 、スーパーマーケットチェーンのビンマート (VinMart) 、コンビニエンスストアチェーンのビンマート+ (VinMart+)、ドラッグストアチェーンのビンファ (VinFa) 、家電量販店チェーンのビンプロ (VinPro) 、ネット通販サイトのAdayroi.comを擁する。

### 医療・教育
病院事業のビンメック (VinMec) 、幼稚園および小中高等学校を展開するビンスクール (Vinschool) を設立している。さらにコーネル大学やペンシルベニア大学との提携で大学を運営するビンユニバーシティ (VinUniversity) の計画もある。
また、PVFフットボールアカデミー（The Promotion Fund of Vietnamese Football Talent、ベトナムサッカー選手才能育成基金）の運営を行っており、元日本代表監督のフィリップ・トルシエらを招へいして若手選手の育成にあたっている。

### 自動車
ビンファストの項目を参照。

### スマートフォン
2018年12月、ビングループはスペインのBQ社の株式の過半数を取得。子会社のビンスマートは同社のAndroid端末をベースとして「Vスマート」ブランドのスマートフォンの開発・販売を行う。さらに2019年4月にはフランスのArchosと資本業務提携を結び、ビングループは同社の株式60%を取得した。

### その他
安全安心な農作物の生産を目的とするビンエコ (VinEco) 、アニメーションスタジオのビンタタ (VinTaTa) などのグループ企業もある。